# Robert de More
Robert de More (fl. anos 1370) foi um cónego de Windsor em 1376 e Decano de Stafford de 1374 a 1377

## Carreira
Ele foi nomeado:
- Reitor de Buckland, Gloucestershire
- Reitor de Stafford 1374 - 1377

Ele foi nomeado para a segunda bancada na Capela de São Jorge, Castelo de Windsor em 1376. A duração do seu mandato não é certa, mas sua bancada foi ocupada por William Almary em 1380.